# يمامة غالاباغوس

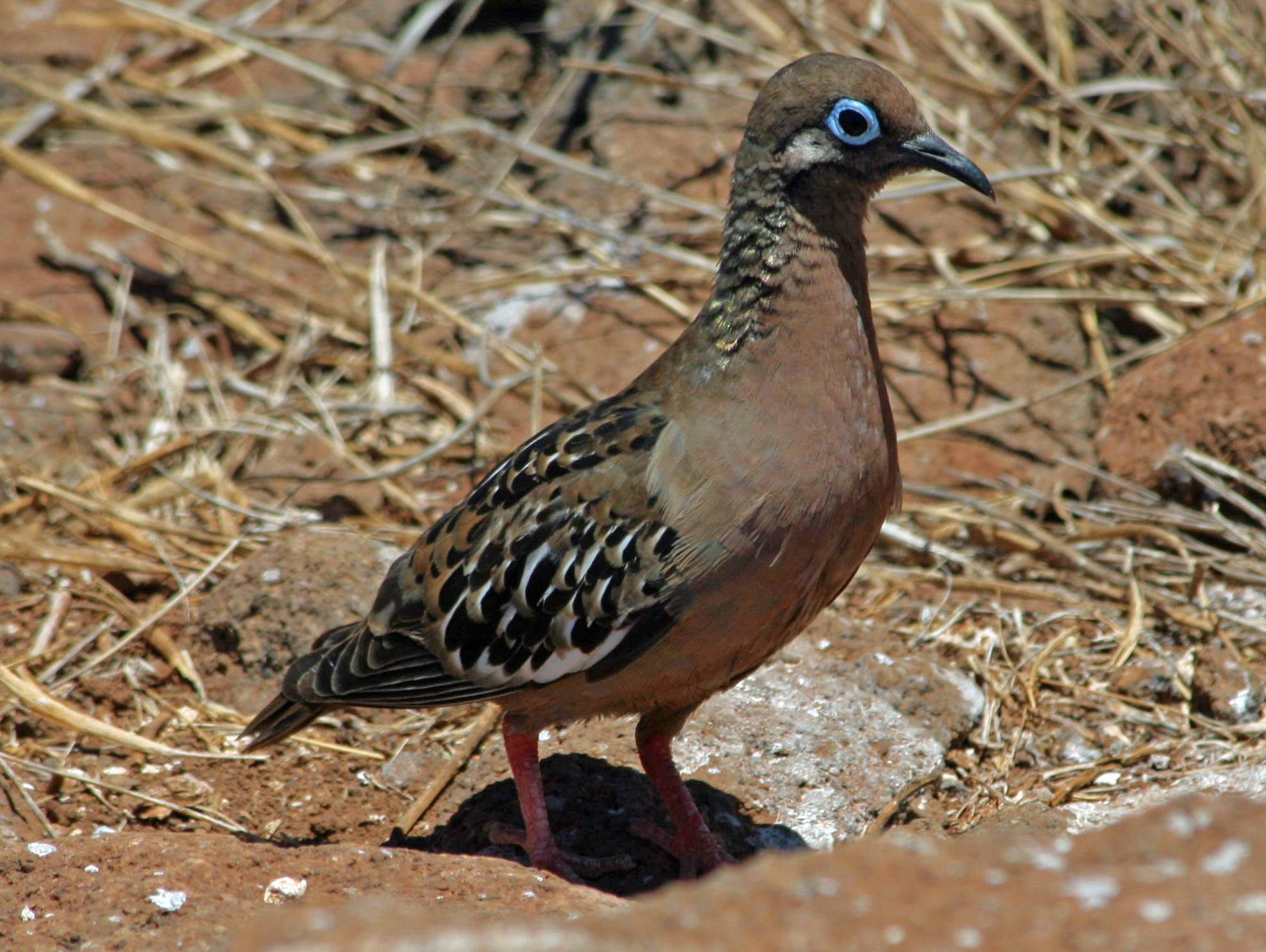

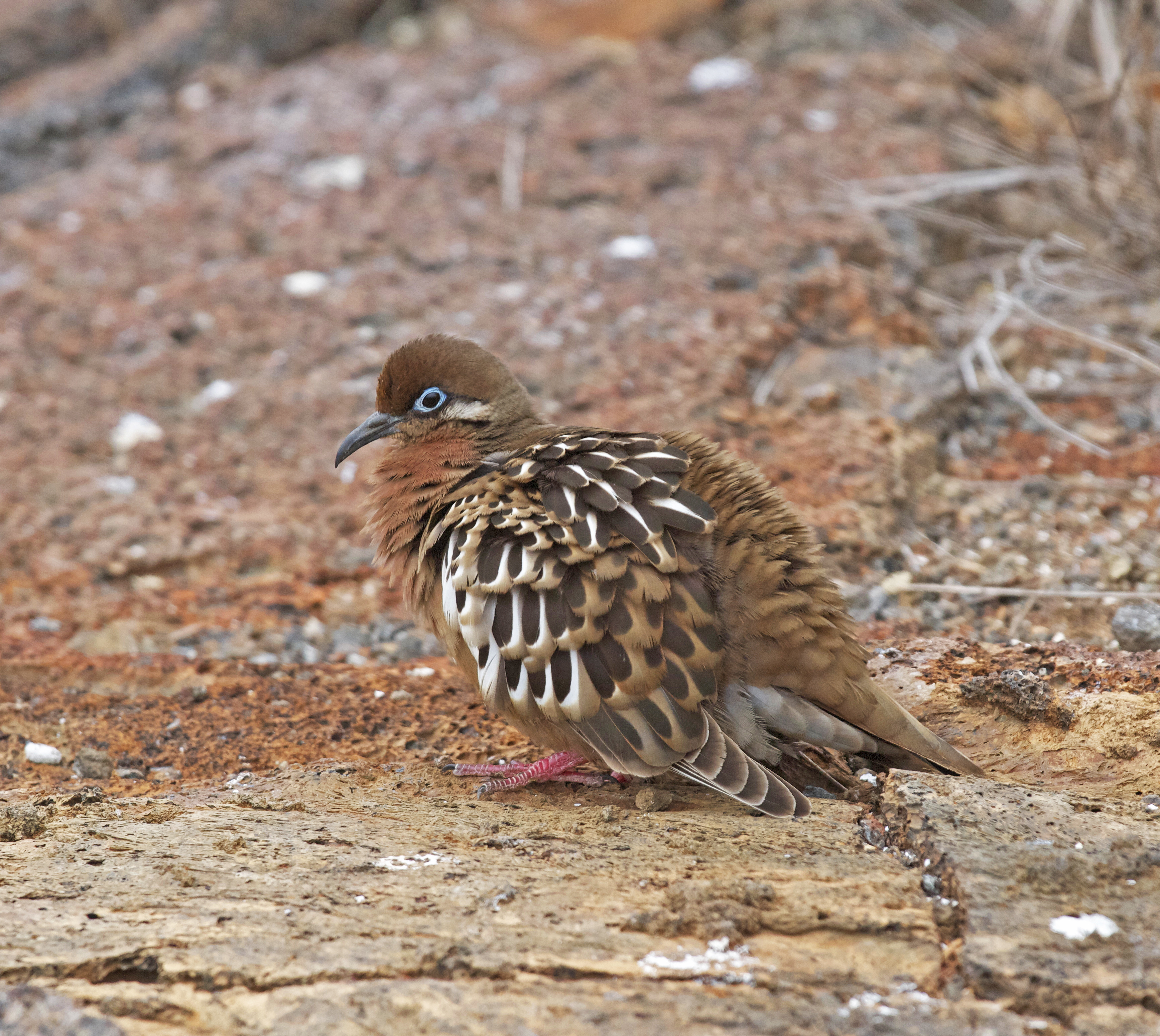
يمامة غالاباغوس في جزيرة جينوفيسا

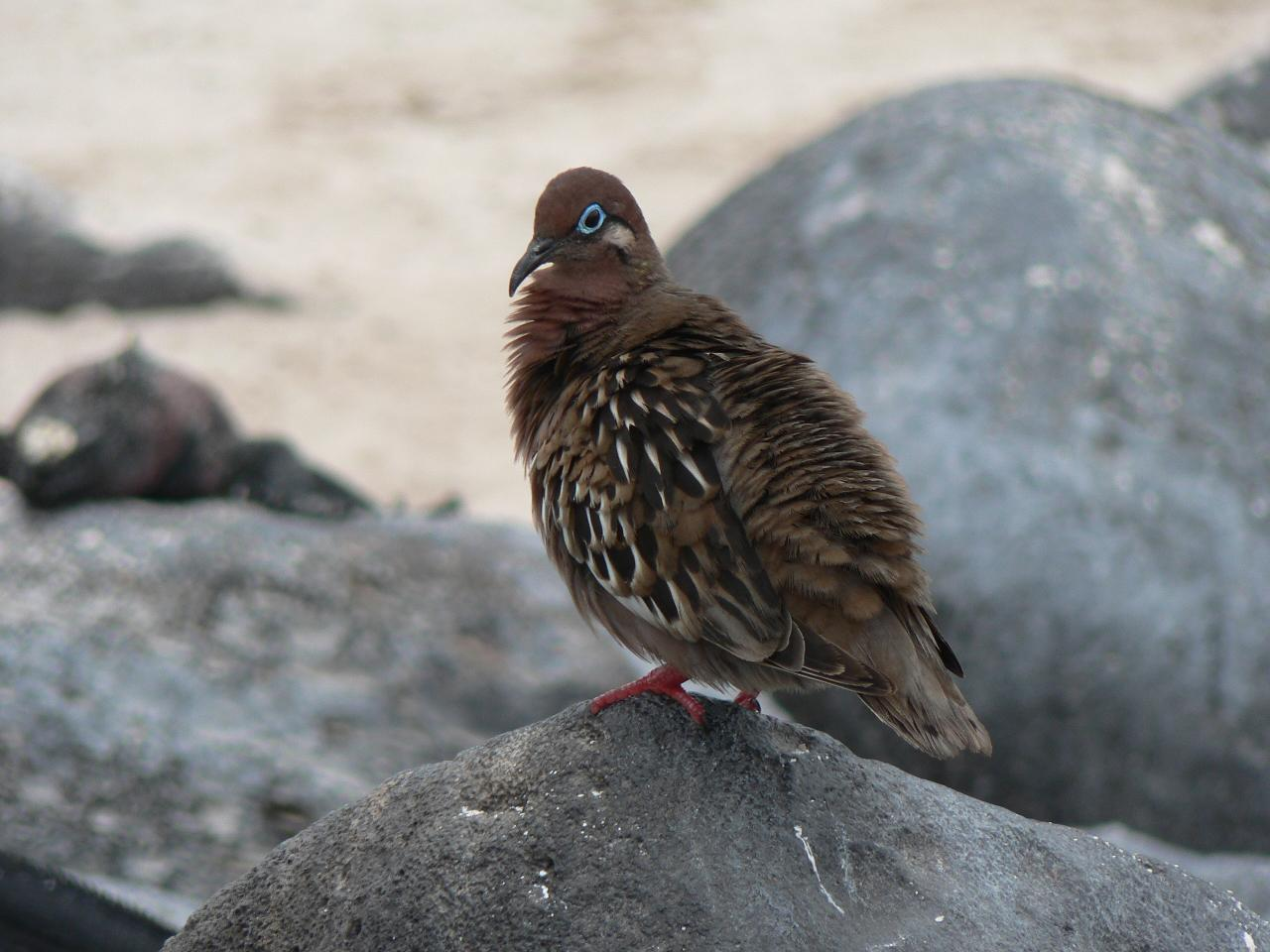
يمامة غالاباغوس في جزيرة إسبانيولا

يمامة غالاباغوس (الاسم العلمي: Zenaida galapagoensis) هي نوع من الطيور في عائلة الحماميات. وهي متوطنة في جزر غالاباغوس، جانب الاكوادور. إنها شائعة الوجود إلى حد ما وتتواجد في نطاق واسع من الموائل المفتوحة وشبه المفتوحة، خاصة في المناطق المنخفضة القاحلة للأرخبيل.
يبلغ طول يمامة غالاباغوس ما بين 18 و 23 سم.  تتميز حمامة غالاباغوس بانها تملك علامات بارزة على جسمها، حيث يكون لون الأجزاء العليوية من جسدها ضرب من اللون الاحمر-البني الداكن، صدرها وعنقها لونهما وردي، بطنها لونه ضرب من الصفار، أجنحتها بنية اللون وتكون مرقطة باللونين الأبيض والأسود.  المنقار الطويل المنحني نحو الاسفل ليمامة غالاباغوس يساعدها في التقاط طعامها؛ الذي يتكون في معظم الاوقات من البذور والفواكة، من على الأرض. يتردد هذا اليمام في الطيران للغاية، وسوف يفعل ذلك فقط كملاذ أخير. تقضي يمامات غالاباغوس معظم وقتها على الأرض في البحث عن الطعام، حيث تقوم بالتفتيش بشكل أساسي على البذور، اليرقات، وزهور ونواة نبات الصبير .  تسكن هذه اليمامة الأراضي المنخفضة الصخرية، الأشجار المتناثرة، الشجيرات، ونبات الصبار.
بدأ البحارة في منتصف حتى أواخر القرن السادس عشر باصطياد يمام غالاباغوس. استمرت عمليات الاصطياد الكثيفة لهذا النوع من اليمام من قبل البشر حتى سنوات الستينيات على الأقل، ولكن يعتبر هذا النوع من اليمام مهدد أكثر الآن بسبب القطط الشاردة. التهديدات الأخرى التي يواجهها هذا النوع من الطيور هي الأمراض والتلوث وخسارة الموائل. عندما تكون أعشاشه في خطر، سوف يتظاهر هذا اليمام بأنه مصاب أو مجروح من اجل استدراج المفترس بعيدًا عن العش. يبني معظم يمام غالاباغوس اعشاشه على الأرض، وغالبًا ما تكون متدلية من نتوء الصخر التي تكونت من الحمم البركانية، أو في أعشاش الطائر المحاكي القديمة التي تتواجد في نبات الصبار. يتواجد في العش بشكل عام بيضتين. تبدأ فترة التكاثر من ثلاثة إلى خمسة أسابيع بعد بداية موسم هطول الأمطار، وتبيض الانثى حتى ثلاثة مجموعات من البيض خلال السنة.
يبرز نبات الصبير أشواك لينة وأكثر نعومة في الجزر التي يغيب عنها النحل. قد يتيح هذا الامر للطيور؛ بما في ذلك هذا النوع من اليمام، من ان تصل بشكل أفضل إلى الزهور، وفعل اليمام لذلك من شأنه ان يلقح الزهور.

## العلاقة مع البشر
يمثل يمام غالاباغوس مثالًا على كيفية تكيف نوع معين من المخلوقات عندما يتفاعل الجنس البشري مع نوعه وبيئته [بحاجة لمصدر] . تعتبر الرحلة الاستكشافية لجزيرة غالاباغوس التي قام بها البريطانيون عام 1685 التفاعل الأول بين اليمام والبشر في غالاباغوس. يمامة غالاباغوس، مثل العديد من الحيوانات في غالاباغوس تعتبر اليفة للغاية. عندما وصل البحارة البريطانيون لأول مرة، لم يظهر هذا اليمام أي خوف، بل تجمهر في مجموعات حول البحارة، هذا الامر جعل اليمام أهدافًا سهلة للصيد. حيث قام اليمام حتى بالجلوس على رؤوس وأكتاف البحارة. مع ذلك، تكيفت هذه الطيور في نهاية المطاف من خلال تعلم تجنب التفاعل مع البشر والابتعاد عنهم.